# Libertatem-Stiftung
Die Libertatem-Stiftung (nach Handelsregistereintrag libertatem Stiftung) ist eine in Ruggell in Liechtenstein eingetragene Stiftung, die am 20. März 2019 gegründet wurde. Ihr Zweck ist: „Die Förderung der Meinungsfreiheit in sämtlichen gegenwärtigen und zukünftigen Medien, die Förderung von kritischem Journalismus, der persönlichen Freiheitsrechte sowie die Stärkung des Individuums im gesamten deutschsprachigen Raum.“

## Hauptaktivitäten der Stiftung
Die Stiftung vergibt seit 2021 jährlich den Libertatem-Preis für Medienfreiheit:
- 2021 an Ferdinand Wegscheider[3]
- 2022 an Henryk Broder
- 2023 an Eric Gujer, Chefredakteur der NZZ[4]
- 2024 an Christian Ortner[5]

Die Stiftung hält einen Anteil von 7,33  % an der österreichischen Tageszeitung eXXpress.